# تكرار (بلاغة)
التكرار إعادة إيراد اللفظ في جملة نثر أو بيت شعر، حيث يأتي متعلقا بمعنى، ثم يتكرر مع معنى آخر في الكلام نفسه، أو بالمعنى عينه.
مثالا، تكررت كلمة الصلاة ثلاث مرار في: ﴿فَإِذَا قَضَيْتُمُ الصَّلَاةَ فَاذْكُرُوا اللَّهَ قِيَامًا وَقُعُودًا وَعَلَى جُنُوبِكُمْ فَإِذَا اطْمَأْنَنْتُمْ فَأَقِيمُوا الصَّلَاةَ إِنَّ الصَّلَاةَ كَانَتْ عَلَى الْمُؤْمِنِينَ كِتَابًا مَوْقُوتًا ۝١٠٣﴾ [النساء:103].
ثم أن من التكرار أنواع كثر:

## تكرار توكيدي
التكرار التوكيدي يراد به إثارة توقع المتلقي، تأكيد المعاني وترسيخها في الذهن.

### لجلجة
اللجلجة في علم النفس هو علة تكرار مقاطع الكلام. (انظر أيضا التكرار المنطقي [الإنجليزية])

## تضاعف
التضاعف (Conduplicatio) ترديد كلمة في مواضع منوعة من نفس فقرة.

## مواطأة
المواطأة [الإنجليزية] تردد كلمة مرتين أو مرارا، بمعنى جديد أو أدق، من باب التأكيد أو غيره. (انظر أيضا التوطئة)
ولها معان عدة

## تواطؤ
التواطؤ (Complexio) [الإنجليزية] تكرار كلمة أو عبارة في بداية وآخر في نهاية فقرات متتالية—أي أن فيه جمعا بين التكرار البداية.

## تسبيغ
المثال أو التسبيغ هو تماثل نهاية جملة والبداية الجملة التي تليها.

## تكرار الصدارة
تكرار الصدارة هو التصدير بالتكرار الاستهلالي، أو الإشارة إلى تكرار اللفظة في أوائل جملتين بترداد توكيدي—أي، تكرار الكلمة نفسها في البداية عدة جمل متتابعة.

## تجنيس
التجنيس (Epiphora؛ Epistrophe) عكس تكرار الصدارة، إذ أن فيه تكرار نهاية جملة أو فقرة تكرارا ختاميا.

## توكيد لفظي
التكرار اللفظي [الإنجليزية] تكرار كلمة، بمعاني جديدة كل كرة.
توكيد معنوي:
نفس، عين، كلا، كلتا..